# Stubben
Stubben är ett historiskt fiskeläge och platsen för en fyr med samma namn. Stubben som består av öarna Lillskäret, Storskäret och Skorvagrundet i Kvarken ligger 5 kilometer utanför byn Monäs i Nykarleby stad i Österbotten.
Stubbens fyr står på Lillskäret, där finns även ett stenkummel och resterna av en jungfrudans. Storskäret är den äldre och större ön, här finns en 16,8 meter hög känningsbåk av trä samt en liten lotsväktarstuga från 1850-talet som senare byggts om till sommarstuga. På ön finns många lämningar från det livliga fisket som pågått här i århundraden. Stubbens fyrsamhälle är skyddat av Museiverket som en del av värdefulla kulturmiljöer av riksintresse.
Från Stubben leder en 7 meter djup farled till Kanäs oljehamn i Kantlax, en 4 meter djup farled till Monäs hamn och en 3 meter djup farled till Kantlax hamn.

## Etymologi
Namnet Stubben har ett oklart ursprung. Det sägs att Storskäret för länge sen, efter att det hade höjt sig ur havet liknade en stubbe.

## Fyren
Stubbens fyr uppfördes 1954 på toppen av den lotsstation som två år tidigare byggts och förberetts för detta. Byggnaden är fyra våningar med en åttkantig lanternin på toppen. I byggnaden fanns efter uppförandet fem bostadsrum, ett dejourrum, en bastu och ett pannrum. Väggarna består av en stomme av armerad betong, på utsidan kalksandsten och inåt rödtegel med värmeisolering emellan.
Byggnaden målades vit nertill och svart upptill, som ostremmaren enligt dåvarande märkningssystem, byggnaden för lyktan på taket fick vara vit. På senare tid har hela byggnaden målats vit.
Fyren automatiserades på 1960-talet, då lades även lotsverksamheten ner. Byggnaden drevs med gas men har på senare tid fått soldrift.

## Historia
Det beräknas att Stubbens tre högsta punkter steg ur havet omkring 1400. Det finns belägg för att Stubben använts som fiskeläge sedan 1500-talet.

### Fiske
Det korta avståndet till Stubben har gjort att Stubben sedan lång tid varit Munsala sjöbyars och speciellt Monäs viktigaste utskär. 1559 beskattades 50 personer från Vörå socken för utgrundsfiske vid Stubben – sjöbyarna som på den tiden tillhörde nämnda socken som dess nordligaste del – stod för 30 av dessa. Tre år senare var man uppe i 70 personer. Men fiskare från ett vidsträckt område lockats hit. Man kom från Larsmo i norr till Korsholms skärgård i söder.
Det intensiva fisket ledde till konflikt om fiskerätten. Vöråborna ansåg att Stubben låg innanför socknens gränser medan bönder från Munsala i Pedersöre socken som 1558 tog tvisten till tinget menade att segelleden "gick innanför denna klippa" varför "denna klippa bör höra till Konungs allmänning". Tinget dömde Pedersöreborna att betala "ett rundstycke för var båt i landlega och sedan med sämjo fiska med varandra".
När sjöbyarna i början av 1600-talet överfördes till den nybildade Nykarleby socken fick Vöråborna och sjöbyborna av gammal hävd fortsätta fiska kring hela skäret medan fiskare från andra socknar enbart hade fiskerätt norr och öster om Stubben.
Det berättas att det en morgon under nödåren på 1860-talet fanns 36 båtlag på Stubben för att dra upp sina nät. Med 2–3 personer i varje båtlag kunde alltså 100 personer vistas samtidigt vid Stubben.

### Lotsning

#### Tidig historia
När svenska kronan 1677 inrättade ett statligt lotsväsende var det för att säkerställa att örlogsflottan alltid skulle ha tillgång till lotsar i de farvatten där de kunde tänkas röra sig. Kvarken var inte ett sådant och kronolotsområdet hann aldrig utvidga sig längre norrut än Sideby innan Sverige förlorade Finland i 1808–1809 års krig.
I trakter utan kronolots var det borgarnas ansvar att se till att utmärkning av farleder och lotsning in till städernas hamnar ordnades. Lotsning i privat regi förekom också, 1760 fanns lotsar på Västerö (15 km söder om Stubben), troligtvis var de avlönade av Kimo bruk som importerade järnmalm till Oravais hamn.

#### 1800-talet
Efter kriget blev det i autonoma Finland snart tal om en utvidgning av det statliga lotsväsendet. Men det tog till 1837 innan nåt påtagligt hände, då företog generalmajor och inspektör för lots- och båkinrättningen Abraham Arvid Finckenberg, en resa längs Bottniska vikens kust i avsikt att utse platser för fyrbåkars uppförande och inrättande av lotsstationer.
Någon gång på 1800-talet uppförde Kimo bruk en känningsbåk på Stubben. 1837, samma år som Finckenberg seglade längs den österbottniska kusten inrättades också en lotsstation på Stubben, även den i Kimo bruks regi. Stubbens första lots blev Carl Schytén, han bodde i Nykarleby och åkte ut till Stubben varje gång ett fartyg behövde lots. Schytén var i tjänst fram till sin död 1842. 

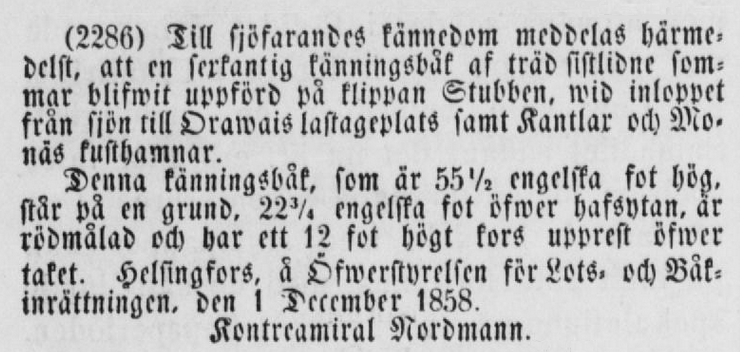
Konteramiral Boris Nordmanns kungörelse över den nyligen uppförda känningsbåken på Stubben. Ur Finlands Allmänna Tidning 3 december 1858.

1848, mer än 10 år efter Finckenbergs resa förstatligades alla farleder, sjömärken samt lots- och fyrbyggnader norr om Sideby, således också lotsverksamheten på Stubben. I början av 1850-talet förekom inte många lotsningar på Stubben, 1853 endast åtta stycken. 1854–1855 under krimkriget blockerade ryska örlogsfartyg kusten och sjöfarten stagnerade. Samtidigt rev ryska styrkor sjömärken som kunde tänkas vara till gagn för den brittiska flottan som opererade i Bottenhavet, troligen revs även båken på stubben.

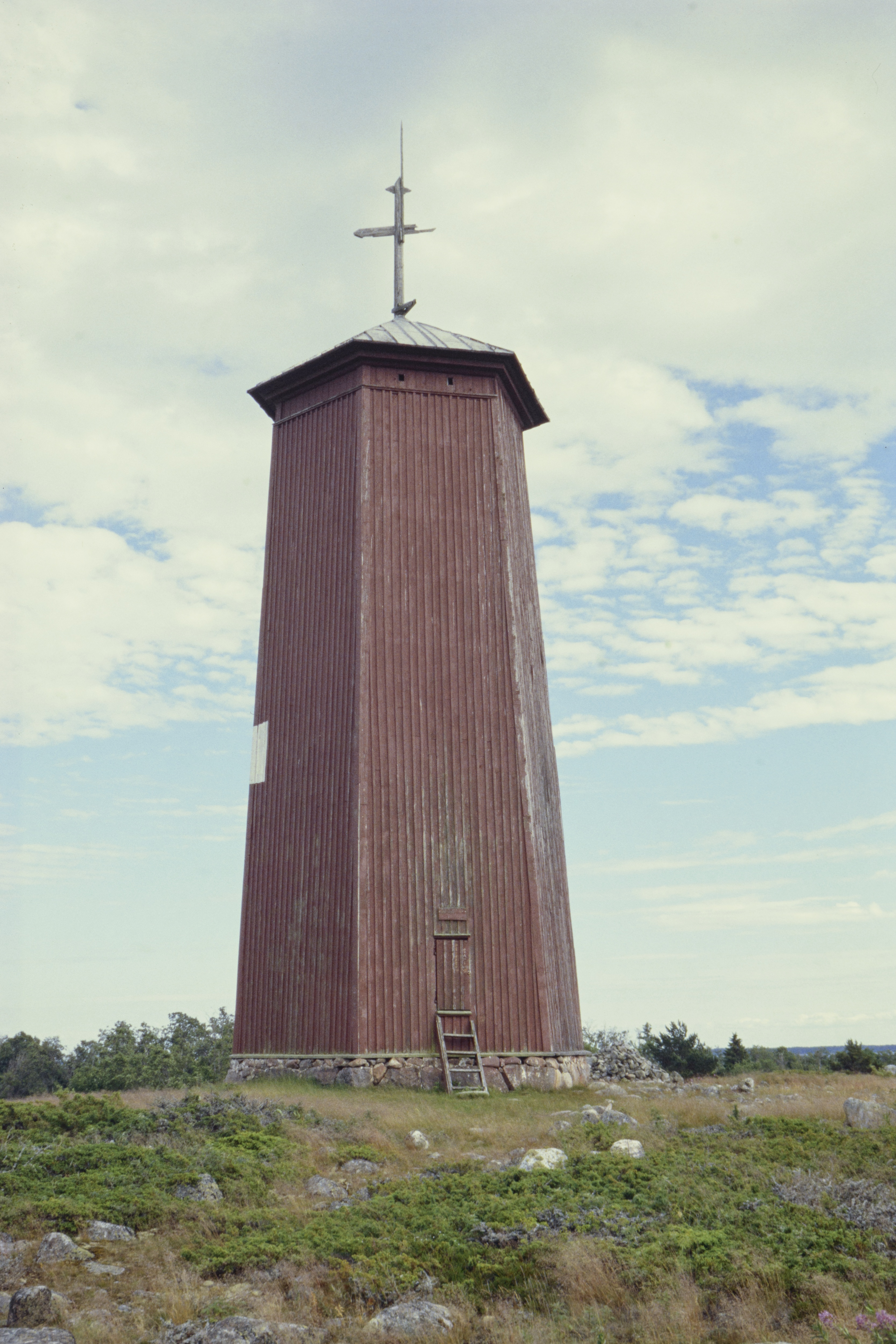
Stubbens båk från 1858.

Efter kriget började den första egentliga lotsstugan timras upp. Tidigare hade lotsarna vistats i en stenkåta. När den stod färdig påbörjades byggandet av den nya båken, den byggdes av björköbor och timmer hämtades från Mickelsörarna.. Den nya båken stod färdig 1858.
Båken som mäter 16,8 meter byggdes som ett sexkantigt torn på en meterhög stenfot. På insidan finns ett ungefär två meter tjockt lager ankarsten och en åttkantig centralpelare. Som toppmärke placerades ett 3,6 meter högt kors. Båken som ritades av Ernst Lohrmann påminner om en 1800-tals kyrka i empirstil.
Från Stubben lotsade man till Nykarleby och Kantlax hamnar, Monäs sund och Oravais bruk.

#### Förtrycksperioderna
När förryskningen tilltog vid sekelskiftet 1900 ökade även trycket på lotsverket och det bestämdes 1903 att ryskspråkiga skulle ha företräde vid besättande av tjänster vid lots- och fyrinrättningar. Kravet åsidosattes på grund av rysk-japanska kriget men återupptogs efteråt och Finland fick rysk ledning i lotsverket genom Konstantin Samsonov. 
Samsonov som tillsattes 1910 företog samma år en inspektionsresa i Bottniska viken och hade då enligt den liberala dagstidningen Östra Finland "begagnat sig af tillfället att agitera bland lotsarna".
Lotsarna i alla Finlands distrikt hade förklarat att de vid en förryskning skulle avgå. Ryssland lovade de finska lotsarna förmåner och förhöjda löner, men trots detta skedde en massuppsägning i inledningen av 1912 efter att finska lots- och fyrinrättningar underställdes det ryska marinministeriet. Stubbens samtliga fyra anställda avgick och i hela Österbotten var uppslutningen stor, samtliga lotsstationer från Sastmola i söder till Marjaniemi på Karlö i norr stängdes. 
Det var ett stort avbräck för sjöfarten men stoppade den inte helt, fartyg anhöll om lov att gå utan lots och så småningom började nya lotsar dyka upp, många från Kaspiska havet. Sommaren 1912 var Stubben obemannad och farlederna hade lämnats oprickade efter våren. Sommaren 1913 tillträdde rysk personal som 1913 efter en tid lyckades få med sig tre lärlingar från Kantlax. Nya lotsar utan någon som helst kännedom om farvattnen ledde till att olyckorna ökade, 1912 grundstötte 86 fartyg i Finland vilket var dubbelt fler än föregående år.

#### Efter självständigheten

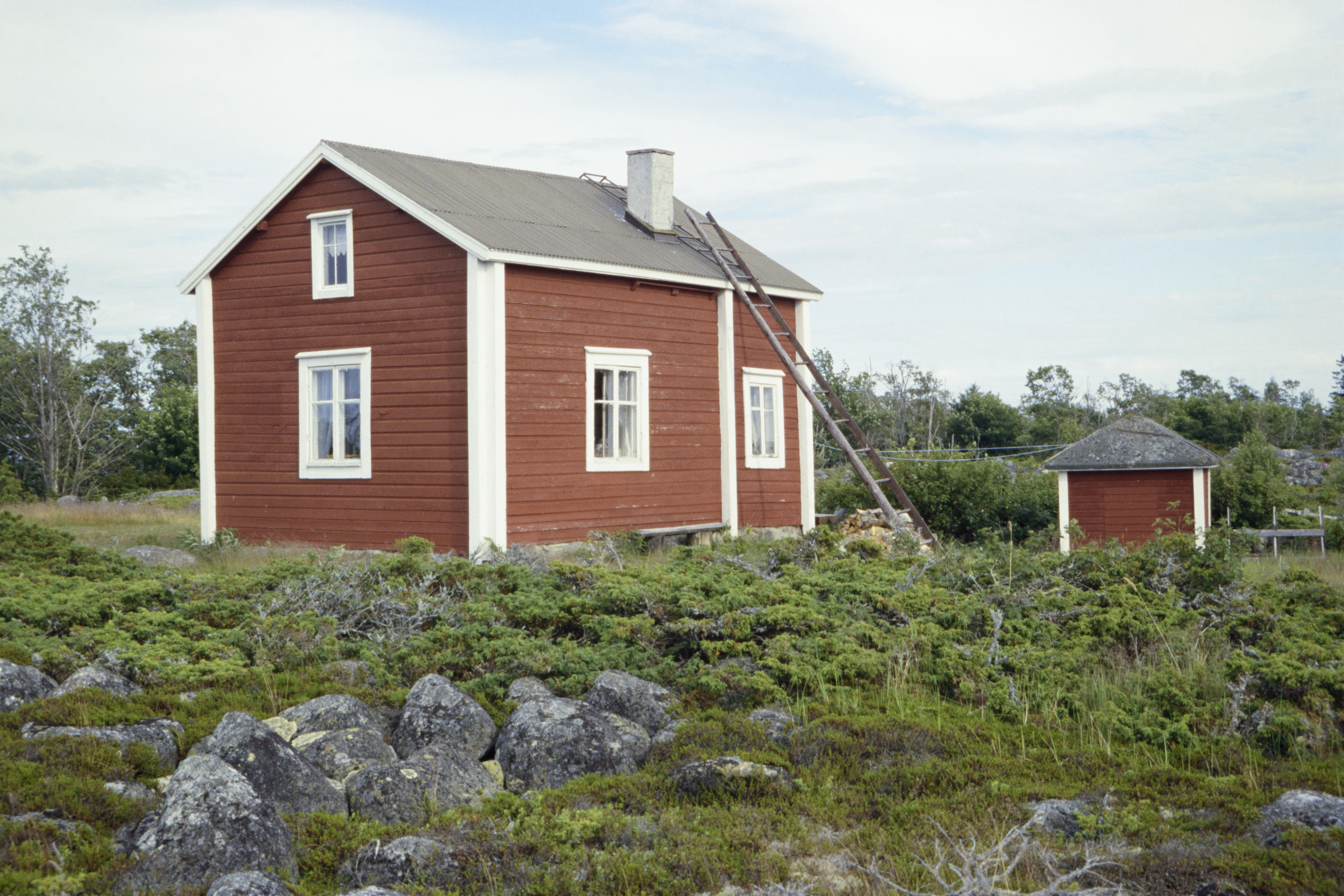
Den gamla lotsstugan på Stubben.

Vid tiden för Finlands självständighet fick de lotsar som tjänat det gamla finska lotsverket tillbaka sina tjänster om de så ville och kunde.
Lotsstugan byggd på 1850-talet började bli förfallen och var kall och dragig. 1933 byggdes en ny med två bostadsvåningar ovanpå en källarvåning i betong. En dag 1942 brann den ner efter att lotsarna kokat kaffe och man tvingades ta i bruk den gamla förfallna stugan som stått oanvänd i flera år. 

#### Lotsstation med fyr
I juni 1952 påbörjades byggandet av en modern lotsstation på Stubben, den uppfördes som ett torn i fyra våningar förberett att utrustas med fyr på toppen. Huvudentreprenör för byggandet var Kivikartio, värmeledningsarbetet utfördes av Huber. Totalkostnaden för själva fyrbyggnaden var 8 miljoner mark, till detta kom kostnader för väg, kaj, magasin och vågbrytare för ytterligare 2,5 miljoner mark. Byggnaden stod färdig i november 1952 och 1954  utrustades den med fyr.
Den nya lotsstationen byggdes på Lillskäret där det fanns bättre möjligheter till en skyddad båthamn för lotsarna. I sundet mot Storskäret byggdes en kaj och ovanför denna ett magasin. Öster om hamnen byggdes en vågbrytare för att skydda mot nordlig sjö.

#### Nedläggning
Från första juli 1968 drogs lotsstationen på Stubben in. Sjöfartsstyrelsen motiverade nedläggningen med att Stubbens 29 lotsningar per år var för få, åtminstone hundra per år var önskvärt. Stubbens tre lotsar i tjänst var då lotsålderman Kari Blom som fortsatte på Norrskär, lotsarna Sven Nabb och Boris Sjöblom förflyttades till Mässkär.

## Fiskodling
1988 anhöll tre personer från Vexala om att få anlägga tre fiskodlingsbassänger vid Stubben. I ansökan bedömdes Stubben vara bästa möjliga plats för verksamheten. Man hänvisade till en bra hamn, bra farleder, vattendjupet och det skydd holmarna kan ge. Ansökan fick stöd av regionplaneförbundet för Vasa län som ansåg att "yrkesfiske, även fiskodling, och andra utkomstalternativ i skärgården är värda att stödas". Rensning och vidareförädling skulle ske i Vexala och därför inte förorena Stubben.
I väntan på statligt godkännande för fiskodling på Stubben körde man 1989 igång verksamheten vid Korsörsudden i Vexala. Detta efter att Vexala fiskelag gett de sökande ett arrende på tre år förbehållet att odlingen flyttas till Stubben så fort den ansökan var klar. I december 1990 godkände regeringen det riksomfattande strandskyddsprogrammet i vilket Stubben är skyddat. Strandskyddet innebar att miljöministeriet vägrade arrendera ut vatten vid Stubben för fiskodlingsändamål.